# Spenta Mainyu
Les Spenta Mainyu (l'Esperit Sant, principi de la veritat, del bé) o Ameixa Spenta són qualsevol de les sis dels conceptes mentals, que ajuden homes i dones a progressar a Ahura Mazda la divinitat del Zoroastrisme, són els principals ordenadors de la creació, creats per Ahura Mazda per ajudar a regir-la. En el mazdaisme post-zoroastre són vist com a arcàngels. El terme tant pot fer referència a set éssers, és a dir Spenta Mainyu i els seus sis ajudants, com a només aquests sis darrers.
Són honrats separadament i cadascun té un mes especial, el seu propi festival i flor distintiva.
- Aixa (La veritat), qui governa sobre el foc sagrat i manté el camí de la justícia i el coneixement espiritual.
- Vohu Manah (Bona ment), qui dona la benvinguda als devots dintre del paradís.
- Khshathra Vairya (El domini desitjable) tutela els metalls.
- Spenta Armaiti (La devoció benèfica) regeix sobre la terra.
- Ahura (La integritat)
- Ameretat (La immortalitat) domina l'aigua i les plantes.